# 3時のおじゃまクイズ
『3時のおじゃまクイズ』（さんじのおじゃまクイズ）は、1980年3月31日から1982年3月29日まで東京12チャンネル → テレビ東京で放送されていたクイズ番組である。日清食品の一社提供。

## 概要
司会の宮尾すすむが「おじゃま・カー」に乗り、団地・遊園地・商店街・スーパーマーケットなどの人が集まる場所へ寄っては番組ロケを敢行していた。アシスタントは池田ひろ子と橋本美砂子が務めていた。

## 出演者

### 司会
- 宮尾すすむ

### アシスタント
- 池田ひろ子
- 橋本美砂子

## 放送時間
いずれも日本標準時。
- 月曜 - 金曜 15:00 - 15:30 （1980年3月31日 - 1982年2月26日）
- 月曜 - 金曜 16:00 - 16:30 （1982年3月1日 - 1982年3月29日）

## ルール
宮尾らが訪れたロケ地を練り歩き、住民や来訪客を誘ってクイズに挑戦してもらう。クイズは各出場者ごとに5問出題され、出題・解答はともに口頭で行う。出場者は正解するごとに金袋を模した巾着袋を1個獲得する。これを1回の放送で3名分行う。
番組の最後には宮尾らと3名の出場者がロケ地内の一角に集まり、賞金・賞品を懸けた「ニッコリ・ガックリ・パネルゲーム」を実施。3名が順番に、巾着袋1個と引き換えに16枚あるパネルから1枚選んでめくる。パネルには賞金・賞品が貰えるもののほか、はずれのアカンベマーク（黄緑の地にあかんべえのイラスト）、最高賞金が当たるニッコリマーク（金色の地に日清食品の「N」を模した旧ロゴマーク、1枚のみ）、賞金・賞品が没収され失格となるガックリマーク（黄色の地に泣いた鬼のイラスト、1枚のみ）があった。
出場者には、クイズ、ゲームの結果に関わらず、日清食品の各種商品が贈られた。